# Giorgio Pessina
Giorgio Pessina   (Roma, 16 de juny de 1902 - Roma, 18 de juliol de 1977) va ser un tirador d'esgrima italià, especialista en floret, que va competir durant les dècades de 1920 i 1930.
El 1924 va prendre part en els Jocs Olímpics de París, on fou quart en la prova de floret per equips del programa d'esgrima. Quatre anys més tard, als Jocs d'Amsterdam, guanyà la medalla d'or en la prova de floret per equips. La tercera i darrera participació en uns Jocs fou el 1932, a Los Angeles, on guanyà la medalla de plata en la prova del floret per equips.